# Manfredi (Adelsgeschlecht)

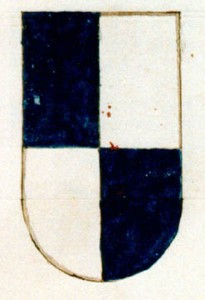
Wappen der Familie Manfredi

Die Manfredi waren ein italienisches Adelsgeschlecht, das sich auf eine deutsche Herkunft berief, bereits Mitte des 11. Jahrhunderts urkundlich auftritt, über 400 Jahre in Faenza, einer in der Romagna gelegenen Stadt als Patrizier und Führer der papstfreundlichen Partei der Guelfen eine führende Rolle gespielt hat und diese Stadt nach langem Ringen mit Rivalen aus der Partei der kaiserfreundlichen Ghibellinen mit kurzen Unterbrechungen von 1313 bis 1503 beherrscht hat. Dies anfangs als gewählte Volksvertreter mit dem Titel Capitano del Popolo und später mit dem Titel „Signore Sovrano“ (unmittelbarer Herr) und Vikar des Papstes. Seit Beginn des 15. Jahrhunderts trugen die Manfredi auch den Titel „Graf von Brisighella und von Val di Lamone“. Im Rahmen ihrer Möglichkeiten haben die Manfredi auch wesentlich zur kulturellen und wirtschaftlichen Entwicklung von Faenza beigetragen, wo heute insbesondere der von ihnen neu erbaute Dom an sie erinnert.

## Herkunft
Wie bei allen alten Familien gibt es auch bezüglich der Manfredi verschiedene Legenden über die Herkunft der Familie, deren Extreme auf schmeichlerische Anhänger oder auf Gegner der Familie zurückgehen, die das Ansehen der Familie herabmindern wollten. Zur ersten Gruppe zählt die Behauptung, die Manfredi wären byzantinischen Ursprunges und wären aus Konstantinopel nach Faenza gekommen. Dazu gibt es jedoch nicht den geringsten Hinweis. Zum anderen Extrem zählt die Legende, wonach ihr Stammvater ein Bader aus Reggio nell’Emilia gewesen wäre, wofür es gleichfalls keine brauchbaren Hinweise gibt.
Etwas wahrscheinlicher ist die These einer langobardischen Herkunft, für die zwar keine direkten Beweise vorliegen, für die jedoch der Umstand sprechen könnte, dass der Name der Familie und der Wahlspruch „Wenn ich mach“ germanischen Ursprungs sind.
Gewiss ist, dass die Familie urkundlich in Faenza bereits im 11. Jahrhundert mit Manfredo di Guido urkundlich auftritt, der, als er vor dem 7. Mai 1050 verstarb, zu den angesehensten Bürgern der Stadt Faenza zählte.

## Geschichte

### Aufstieg aus dem Patriziat zur Herrschaft
Die Familie der Manfredi zählte zum adeligen Patriziat der Stadt Faenza und verfügte früh über erhebliches Vermögen, da Guido di Alberigo Manfredi († nach 1174) in der Lage war, Kaiser Friedrich I. Barbarossa anlässlich seines Besuches in Faenza im Palazzo der Familie zu beherbergen. Mitglieder der Familie übten frühzeitig auch öffentliche Funktionen in der Stadt aus, da etwa Enrico di Alberigo Manfredi 1167 als Botschafter der Stadt zu Kaiser Friedrich Barbarossa entsandt wurde und 1185 als „Konsul“ der Stadt aufscheint. Dessen Sohn Alberico di Enrico Manfredi war 1211 Podestà der Stadt Faenza. Die Familie beschränkte sich jedoch nicht auf die Rolle des städtischen Patriziats, sondern erwarb auch umfangreichen Besitz an Landgütern, wobei Brisighella, Quarneto und Baccagno zu den schon im 13. Jahrhundert erworbenen ältesten Besitzungen zählen. Mit der Entwicklung politischer Ambitionen wurde die Familie zwangsweise Teil der internen Parteikämpfe in Italien, wo abwechselnd die kaisertreuen Ghibellinen oder die papsttreuen Guelfen die Oberhand hatten, je nachdem, wie erfolgreich die römisch-deutschen Könige, die in unregelmäßigen Abständen nach Italien zogen, bei der Durchsetzung ihrer Ansprüche waren. Die Manfredi stellten mit Alberico di Guido Manfredi († 1145) bereits im 12. Jahrhundert einen der führenden Vertreter der papsttreuen Guelfen und blieben dieser Tradition treu. Dies hatte zur Folge, dass sie in Faenza regelmäßig mit der ghibellinischen Gegenpartei in Konflikt gerieten, deren wichtigste Vertreter die Familie der Accarisi war, was zu einer nicht enden wollenden gegenseitigen Vendetta ausartete, die nicht nur einzelnen Mitgliedern der Familie – wie etwa Enrico di Alberigo Manfredi († 1257) – das Leben kostete, sondern zu mehrfacher Vertreibung der Manfredi aus der Stadt führte.

### Herrschaft über Faenza

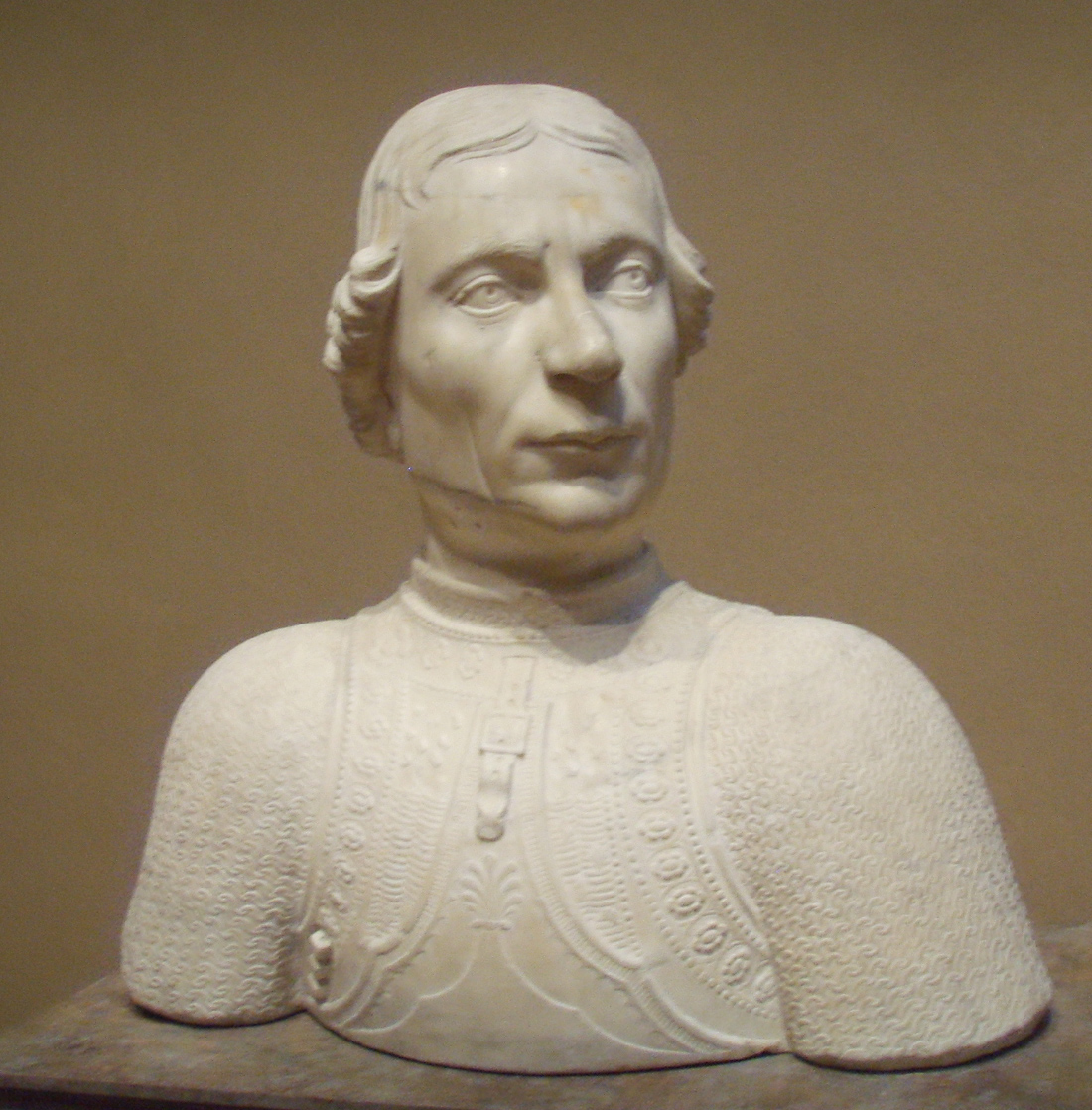
Astorre Manfredi di Mino da Fiesole (1455, National Gallery of Art, Washington D.C.)

Die geschickte Ausnutzung dieser Umstände ermöglichte es Francesco I. Manfredi im Jahre 1313 durch Volkswahl in Faenza mit dem Titel „Capitano del Popolo“ mit demokratischen Mitteln an die Macht zu kommen. Die Abhängigkeit vom schwankenden Wohlwollen der Bevölkerung erschien ihm jedoch als keine stabile Grundlage einer dauerhaften Herrschaft, weshalb er sich dort – ohne jede päpstliche oder kaiserliche Ermächtigung – 1319 zum „Signore Sovrano“ (d. h., zum unmittelbaren, nur dem Papst unterstehenden Herren, der keiner Wahl mehr bedarf) in Faenza und Imola ausrufen ließ. Francesco I. Manfredi begründete damit die Herrschaft seiner Familie über die Stadt Faenza, die mit Unterbrechungen – bis 1503 dauern sollte. Mit der Übernahme der Macht in Faenza verstärkte sich jedoch die Abhängigkeit der Familie von der wechselhaften politischen Großwetterlage in Italien. Dort wurde der interne Parteienkampf zwischen Guelfen und Ghibellinen zusätzlich noch durch die sogenannte „Babylonische Gefangenschaft“ der Päpste in Avignon (1305–1377) und das Abendländische Schisma in dem sich von 1378 bis 1449 zumindest zwei rivalisierende Päpste gegenüberstanden, die sich mittels ihrer Anhänger bekämpften und zeitweise Stellvertreterkriege führten, verstärkt. Hinzu kamen die wechselnden Großmachtanwandlungen der Herrscher von Mailand und der von Neapel, durch die Interessen Frankreichs in Italien und durch die schließlich erfolgreichen Bemühungen der Päpste akzentuiert wurden, die direkte Kontrolle über ihre Besitzungen in Italien durchzusetzen. Trotz dieser Schwierigkeiten folgten auf Francesco I. Manfredi nicht weniger als 10 Mitglieder seiner Familie, die zunächst noch als angemaßte Herren von Faenza später jedoch legal, als päpstliche Vikare regierten (ähnlich wie z. B. die Malatesta in Rimini).

### Unterbrechungen der Herrschaft

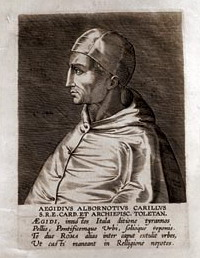
Kardinal Albornoz auf dem Titelkupfer eines gedruckten Buches aus der Biblioteca nacional de Madrid

Dass diese Herrschaft nicht unbestritten war, zeigen die verschiedenen Unterbrechungen, der sie ausgesetzt war. Bereits 1327 schien es, als würde die angemaßte Herrschaft der Manfredi über Faenza und Forli ein rasches Ende finden, als Francesco I. Manfredi gezwungen wurde, diese Städte an den kriegserprobten Kardinallegaten Bertrand du Pouget abzutreten. Trotz des – zunächst erfolglosen – Widerstandes einzelner Familienmitglieder erwies sich dieser Zwischenfall jedoch bloß als etwa zehnjährige Unterbrechung der Herrschaft. Eine weitere Unterbrechung drohte bereits 1349, als ein anderer päpstliche Legat, Hector de Durfort, versuchte Faenza zu erobern. Dies konnte jedoch mit Hilfe von Francesco Ordelaffi, des Herren von Forlì, der Söldner des schwäbischen Condottiere Werner Herzog von Urslingen († 1353/57) dem Kapitän der „Großen Kompagnie der Deutschen“ – sowie selbst der Ghibellinen – verhindert werden.
Die nächste Unterbrechung der Herrschaft ergab sich aus der erfolgreichen Militäraktion des vom Papst zum Legaten und Generalvikar in Italien ernannten Kardinals Gil Álvarez de Albornoz y Luna (* um 1310, † 1367), die Romagna der direkten Kontrolle des Papstes zu unterstellen. Ein Teil der Manfredi unterwarf sich in Montefiascone, während Giovanni und Guglielmo di Riccardo Manfredi Widerstand leisteten. In der Folge kam es nicht nur zu deren Exkommunikation und sogar zum Aufruf zu einem Kreuzzug gegen sie. Angesichts der Tatsache, dass Kardinal Albornoz ein erfahrener Feldherr war, der nicht zu Unrecht den Beinamen „zweiter Gründer des Kirchenstaates“ erhielt, mussten sich auch diese beiden Manfredi letztlich 1356 unterwerfen und ins Exil gehen. Erst 1375 konnten sie mit Hilfe von Florenz und des Herren von Mailand, Bernabò Visconti (1323–1385), nach Faenza zurückkehren.

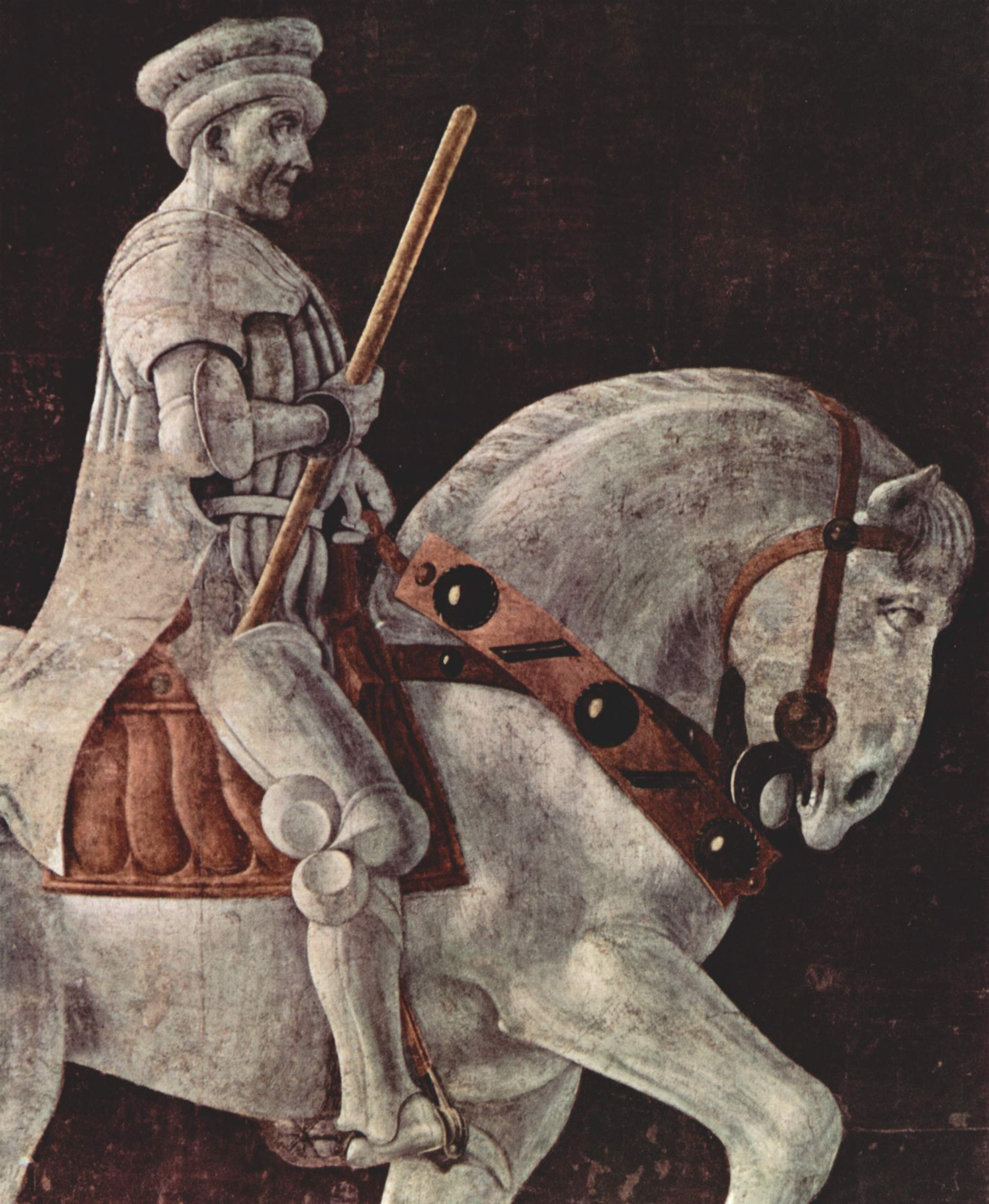
John Hawkwood, Fresko im Dom von Florenz

Dieser Rückkehr zur Herrschaft erwies sich jedoch als sehr kurzfristig, denn schon ein Jahr später, eroberte und plünderte 1376 der aus England stammende Condottiere John Hawkwood (italienisch: „Giovanni Acuto“) (* 1320/23, † 1394) Faenza, das daraufhin vom Heiligen Stuhl an den Markgrafen Niccolò II. d’Este (1361–1388) verkauft wurde. Die Manfredi ließen sich jedoch davon nicht abschrecken., Astorre I. Manfredi († 1405) gelang es im Jahre 1378, Faenza mit Gewalt zurückerobern. Trotz dieser Gewalttat erhielt er 1379 von Papst Urban VI. schließlich die seit langem erhoffte Legitimierung der Herrschaft der Manfredi durch die offizielle Ernennung zum päpstlichen Vikar von Faenza und der zugehörigen Gebiete. Er und seine Nachfolger führten daher ab diesem Zeitpunkt den stolzen Titel „Signore Sovrano e Vicario Pontifico di Faenza“ (etwa: souveräner Herr und päpstlicher Vikar von Faenza). Astorre wurde jedoch auf Befehl des päpstlichen Legaten Baldassare Cossa, dem späteren Gegenpapst Johannes XXIII., 1404 unterworfen und 1405 am Hauptplatz von Faenza als Rebell enthauptet. Giangaleazzo Manfredi der nach einer sechsjährigen Pause von 1410 bis 1417 regierte, erhielt von Papst Gregor XII. mit Bulle vom 28. Jänner 1412 die erbliche Belehnung mit der Grafschaft des Valle di Lamone. Er und seine Nachfolger trugen daher zusätzlich noch den Titel „Graf von Brisighella und von Val Lamone“.

### Ende der Herrschaft
Das Ende der Herrschaft der Manfredi in Faenza kam, so wie für viele der kleineren und größeren Herren in der Romagna, mit Papst Alexander VI. (1492–1503). Dieser erklärte 1499 alle Stadtherren der Romagna ihrer Rechte für verlustig, da sie ihm die Anerkennung der päpstlichen Oberhoheit und den Tribut schuldig geblieben seien. Tatsächlich ging es ihm dabei weniger um die Stärkung des Kirchenstaates, als darum, seinen Sohn, Cesare Borgia (* 1475/76, † 1507), der als Herrscher der Romagna vorgesehen war, standesgemäß zu versorgen. Faenza wurde jedenfalls im November 1500 von Cesare Borgia eingeschlossen und belagert, fiel jedoch nach langer und heftiger Gegenwehr erst nachdem die Republik Venedig ihre Unterstützung zurückgezogen hatte. Der damalige Herr von Faenza, Astorre III. Manfredi und sein Halbbruder Ottavio Manfredi wurden in der Folge auf Befehl Cesares in der Engelsburg in Rom am 9. Juni 1502 erdrosselt und am 12. Juni ermordet im Tiber aufgefunden. Nach dem Tod von Papst Alexander VI. und der Entmachtung Cesares ergriff als letzter seines Hauses ein Bruder Ottavios, Francesco Manfredi, mit dem Namen Astorre IV. im Oktober 1503 als 11. Herr in Faenza die Macht, wurde jedoch von dort bereits am 19. November desselben Jahres vom seinerzeitigen Bündnispartner seines Hauses – der Republik Venedig – vertrieben. Aber Venedig sollte sich nicht lange dieser Herrschaft erfreuen, denn es verlor Faenza nach der Niederlage gegen die Truppen der Liga von Cambrai an den Kirchenstaat. Dort wurde im Jahre 1509 der ehemalige Herrschaftsbereich der Manfredi endgültig eingegliedert.

## Kulturelle Bedeutung
Die Manfredi waren jedoch nicht nur mehr oder weniger tyrannische Stadtherren, sondern waren, dem Zeitgeist in Italien entsprechend, im Rahmen ihrer nicht gerade überwältigenden Mittel – die Stadt Faenza hatte im Mittelalter kaum über 7.000 Einwohner – auch Träger und Förderer einer gehobenen Kultur. Die Familie selbst stellte mit Ugolino Manfredi, genannt Bocciuola, auch Buzzola († 8. Jänner 1301) einen Mann, der nicht nur Feldherr, Hofmann und Politiker (u. a. Podestá von Bagnacavallo), sondern ein unter Zeitgenossen hoch geachteter Dichter war, der selbst von Dante Alighieri in dessen Werk „De vulgari eloquentia“ gelobt wird. Hundert Jahre später kam es unter Astorre I. Manfredi († 1405) zu einer kulturellen Blüte, wozu u. a. der Einfluss des Dichters Franco Sacchetti (1332–1400) beitrug. Dieser lebte zwar vorwiegend in Florenz, war jedoch 1396 Podestà von Faenza. Er stand in engem Kontakt mit Astorre I. Manfredi und tauschte mit diesem, der selbst ein passabler Dichter war, Sonette aus. In seinem Hauptwerk „Trecentonovelle“ beschrieb er u. a. die Regierung von Francesco I. Manfredi.

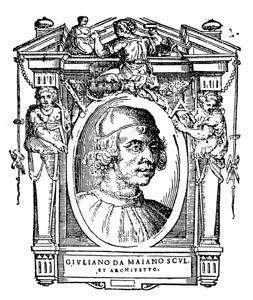
Bildnis des Giuliano da Maiano aus den Vite des Vasari

Nach dem Vorbild von Lorenzo il Magnifico (1449–1492) in Florenz hatten verschiedene der regionalen Stadtherren mit dem Aufbau eigener Bibliotheken begonnen, so die Malatesta in Cesena, die Este in Ferrara und die Montefeltro in Urbino. Auch am kleinen Hof der Manfredi in Faenza wollte man diesbezüglich nicht hinter den anderen zurückstehen. Bereits 1442 – zur Regierungszeit von Giangaleazzo II. Manfredi († 1465) wird erstmals eine Bibliothek in Faenza erwähnt, die von dessen Bruder Astorre II. Manfredi († 1468) erheblich erweitert wurde. Im Jahre 1476 bestand in Faenza auch bereits eine Buchdruckerei, da damals dort erstmals ein Buch gedruckt wurde. Diese Hofbibliothek der Manfredi hatte jedoch ein trauriges Schicksal. Bereits wenig später – im Jahre 1490 – wurde sie um bloß 240 Dukaten an einen Unterhändler im Auftrag von Matthias Corvinus König von Ungarn (1459–1490) verkauft, der damals in ganz Europa Bücher aufkaufen ließ. (S. 126). Die von König Matthias gesammelte berühmte Bibliothek wurde jedoch schon wenige Jahrzehnte später – im Jahre 1526 – nach der Eroberung von Buda, der Hauptstadt Ungarns durch die Truppen der Osmanen – geplündert und verschleppt. Einzelne Werke wurden später von Sammlern erworben, größere Reste wurden u. a. von der kaiserlichen Hofbibliothek (heute Österreichische Nationalbibliothek) in Wien angekauft. Es ist daher anzunehmen, dass sich dort daher auch einige Werke aus der Bibliothek der Manfredi befinden. Auch im Bereich der Architektur hinterließen die Manfredi in Faenza ihre Spuren. So ließ Gian Galeazzo II. Manfredi den Palazzo der Familie ausbauen und dort einen Theatersaal für private Aufführungen einrichten.

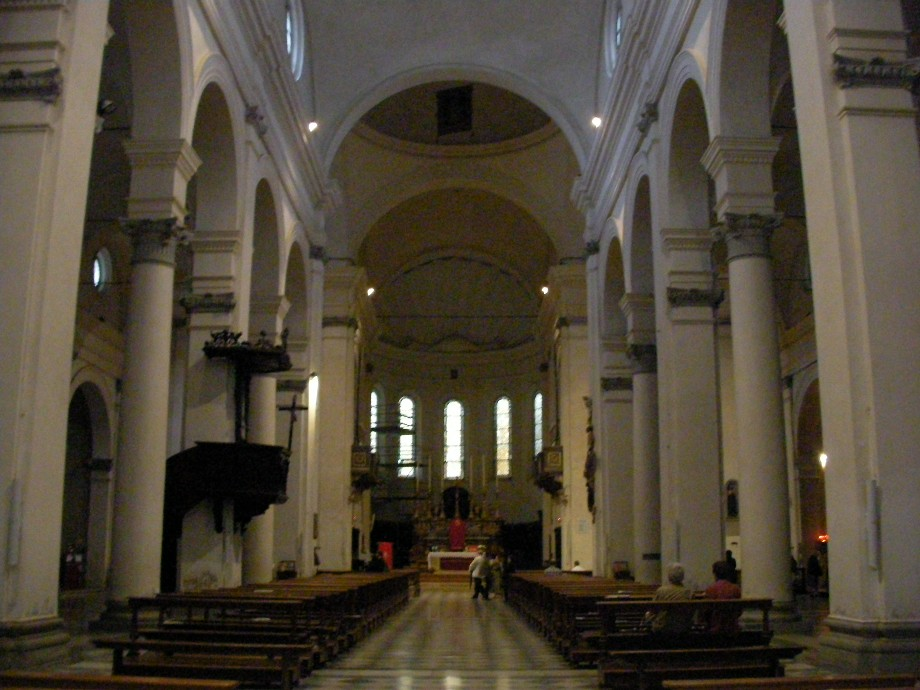
Innenansicht

Der Dom zu Faenza, San Pietro Apostolo, ist wohl das bedeutendste Bauwerk von Faenza, das auf die Manfredi zurückgeht. Beeindruckt von den neu erbauten Kirchen in Florenz wie etwa den von Filippo Brunelleschi (1377–1446) entworfenen Basilica di San Lorenzo und der Basilika Santo Spirito, beauftragten die Söhne von Astorre II., Carlo II. und Federico Manfredi (seit 1471 Bischof von Faenza) den Architekten und Bildhauer Giuliano da Maiano (* 1432, † 1490 in Neapel) mit dem Neubau des Doms und verpflichteten ihn, sich an den berühmten Vorbildern zu orientieren. Die Grundsteinlegung erfolgte im Jahre 1474 durch die beiden Brüder Manfredi, abgeschlossen wurde der Bau jedoch erst 1515 und vollendet wurde er nie, da bis heute die Fassadengestaltung fehlt. Wesentliche Teile der noch erhaltenen künstlerischen Ausstattung, insbesondere Werke der bildenden Kunst – u. a. von Giuliano da Maiano, Antonio Rosselino, Mino da Fiesole und selbst von Donatello gehen auf das Mäzenat der Manfredi zurück. Zugleich wurde auch der Palazzo Manfredi – der ehemalige Sitz des Capitano del Popolo – von Giuliano da Maiano neu gestaltet. Astorre II. Manfredi († 1468) setzte sich mit Erneuerung bzw. Erbauung der Stadtmauern ein bis heute vorhandenes Denkmal, da von diesen noch rund drei Viertel erhalten sind.
Auch wirtschaftlich profitierte die Stadt von der Herrschaft der Manfredi. Von besonderer Bedeutung war die Förderung der Manufaktur von Keramik, die damals einen großen Aufschwung nahm. Giangaleazzo I. Manfredi († 1417) trug dazu im Jahre 1414 durch Erlassung eines eigenen Statutes für dieses Handwerk, der „Arte della ceramica“ und durch Anwerbung tüchtiger Meister wesentlich bei. Die Produktion wurde in der Folge so kunstvoll und so beliebt, dass die Keramik von Faenza international großen Ruf erwarb und so Ursprung des Gattungsbegriffes Fayence wurde. Im Jahre 1491 gründete Astorre III. die Bank Monte di Pietá in Faenza. Auch in anderen Bereichen, wie in der Kunst der Gold- und Silberschmiede zeigte sich die Förderung der Manfredi, wie einzelne noch vorhandene Stücke im Schatz des Doms von Faenza zeigen, die das Wappen der Manfredi aufweisen. Das Ende dieser beachtlichen kulturellen und wirtschaftlichen Blüte und Eigenständigkeit kam mit der Eingliederung in den Kirchenstaat, da Faenza dadurch nicht nur ihre Bedeutung als Residenzstadt verlor, sondern auch politisch und wirtschaftlich zur Randzone wurde. Die Zeit der Manfredi wurde dadurch in den folgenden Jahrhunderten als eine Art von „goldenem Zeitalter“ verklärt.

## Die Herren von Faenza aus dem Haus Manfredi

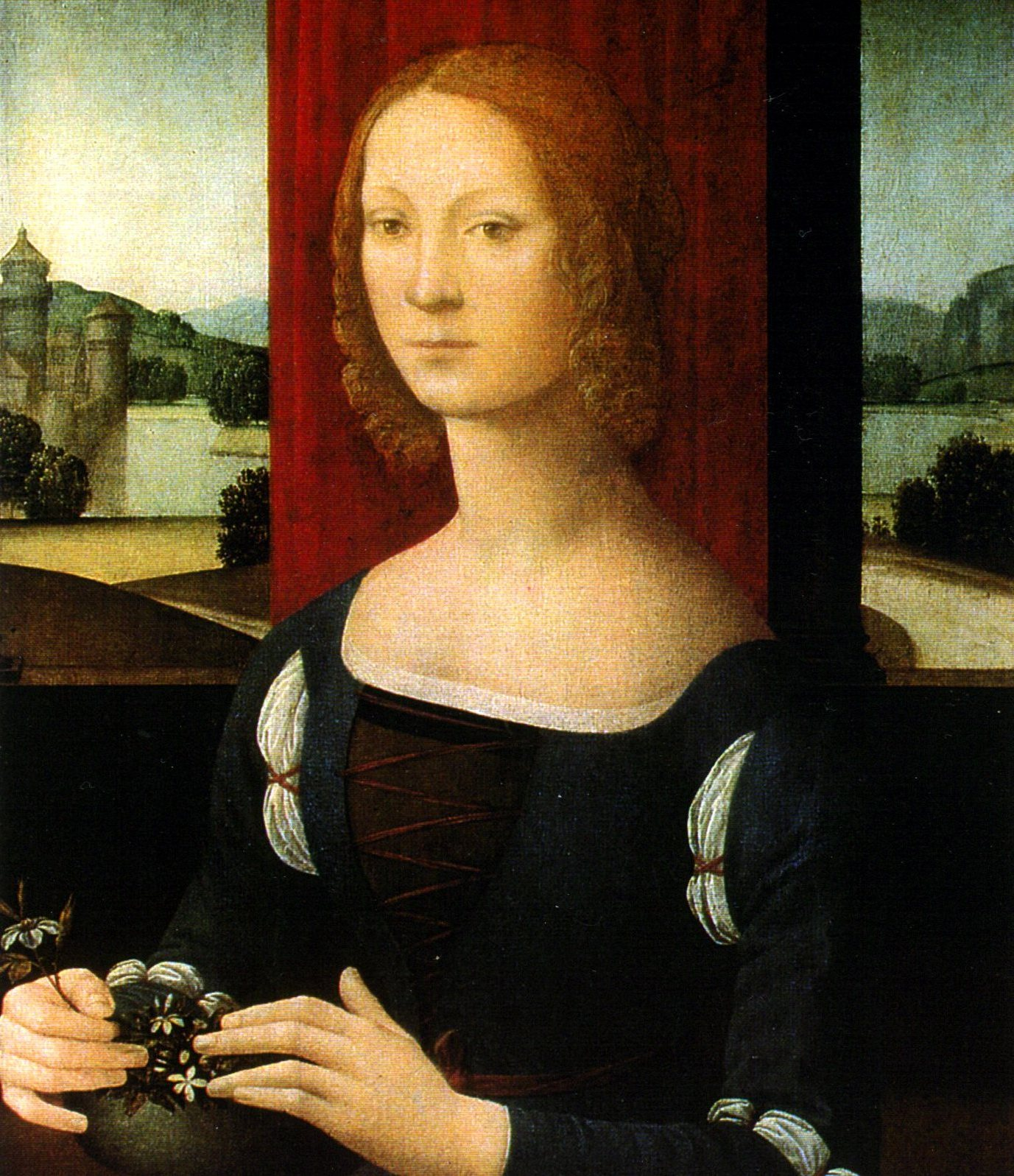
Lorenzo di Credi: Caterina Sforza, Schwiegermutter von Astorre III. Manfredi, Pinacoteca Civica di Forlì, Italien

Francesco I. Manfredi († 29. Mai 1343) 1. Herr von Faenza (1313–1327), Herr von Imola (1314–1327), ⚭ Rengarda Malatesta († vor 1311), eine Tochter des Malatesta II. Malatesta und der Concordia Pandolfini
1. Alberghetto II. Manfredi († 18. November 1329, enthauptet zu Bologna) 2. Herr von Faenza (1327–1328), ⚭ Jacopa degli Ubaldini, eine Tochter des Grafen Giovanni degli Ubaldini, Herr von Palazzuolo sul Senio und von Valmaggiore
2. Riccardo Manfredi († 23. August 1340 zu Faenza), 3. Herr von Faenza (1339–1340), ⚭ Diletta di Cunio, eine Tochter des Grafen Alberigo di Cunio,
  1. Giovanni Manfredi (* außerehelich, aus der Beziehung zu Zeffirina Nordigli, 1324 in Imola, † im Oktober 1371) 4. Herr von Faenza (1340–1356), ⚭ Ginevra dei Nobili di Mongardino.
    1. Astorre I. Manfredi († 28. November 1405, enthauptet zu Bologna), 5. Herr und (päpstlicher) Vikar von Faenza (1379–1404), ⚭ Leta da Polenta († 14. Juli 1402), eine Tochter des Guido da Polenta, Herr von Ravenna und der Lisa d’Este.
      1. Giangaleazzo I. Manfredi († 16. Oktober 1417 in Faenza), 6. Herr und Vikar von Faenza, Graf von Brisighella und von Val Lemone (1410–1417) ⚭ im September 1397 Gentile Malatesta († um 1450), eine Tochter des Galeotto Malatesta, Herr von Rimini, Fano und Cesena und der Elisabetta da Varano aus dem Haus der Herren von Camerino
        1. Carlo I. Manfredi (* 1406 in Rimini, † um 1420), 7. Herr und Vikar von Faenza (gemeinsam mit seinen Brüdern), Graf von Brisighella und von Val Lemone (1417–1420), unvermählt.
        2. Guidantonio Manfredi (* 1407 in Faenza, † 20. Juni 1443 in Bagni di Petriolo), 7. Herr und Vikar von Faenza (1417–1443) 1439 Herr von Imola, Graf von Brisighella und von Val Lemone; ⚭ 1.) 1423 Bianchina Trinci († 1441 ermordet), eine Tochter des Niccolò I. Trinci, Herr von Fogliano, und der Tora da Varano aus dem Haus der Herren von Camerino, ⚭ 2.) 1441/42 Agnesina da Montefeltro (* um 1425, † 16. Dezember 1447), eine Tochter des Guidantonio da Montefeltro, Graf von Montefeltro, Herr von Urbino und der Caterina Colonna aus dem Haus Paliano
        3. Astorre II. Manfredi (* 8. Dezember 1412 in Faenza, † 12. März 1468 in Faenza), 7. Herr und Vikar von Faenza, Graf von Brisighella und von Val Lemone (1417–1468) regiert bis 1448 gemeinsam mit seinen Brüdern, nachher alleine, ⚭ 1431 Giovanna da Barbiano (testiert 1468), eine Tochter des Alberico da Barbiano, Graf von Cunio und Belgioioso, und der Antonia Manfredi aus dem Haus der Herren von Faenza.
          1. Carlo II. Manfredi (* 1439 in Faenza, † 1484 in Rimini an der Pest), 8. Herr und Vikar von Faenza, Graf von Brisighella und von Val Lemone (1468–1484) ⚭ 9. August 1471 Costanza da Varano († 1484 in Rimini an der Pest) eine Tochter des Rodolfo Varano, päpstlicher Vikar von Camerino und der Camilla d’Este.
          2. Galeotto Manfredi (* 1440 in Faenza, † 31. Mai 1488 in Faenza, ermordet im Auftrag seiner Frau), 9. Herr und Vikar von Faenza, Graf von Brisighella und von Val Lemone (1484–1488), ⚭ 1481 in Bologna Francesca Bentivoglio (1468–1504); eine Tochter von Giovanni II. Bentivoglio, Herrn von Bologna, und der Ginevra Sforza aus dem Haus der Herren von Pesaro.
            1. Astorre III. Manfredi (* ehelich am 20. Juni 1485, † 9. Juni 1502 in Rom, erdrosselt in der Engelsburg), 10. Herr und Vikar von Faenza (1488–1502), ⚭ 1494 Bianca Riario-Sforza-Della Rovere (* 1478 in Forli, † nach 1522), eine Tochter des Gerolamo Riario della Rovere, Herr von Imola und Forlì und der Caterina Sforza (1463–1509). Die Ehe wurde jedoch nie vollzogen.
            2. Francesco, genannt Astorre IV. Manfredi (* außerehelich von Cassandra Pavoni 1470, † 24. Dezember 1509 in Ravenna), 11. Herr von Faenza (Oktober bis 19. November 1503), ⚭ Beatrice di Carpegna, eine Tochter des Ugo di Carpegna, Graf von Carogna, Herr von Scavolino, Gattara, Bascio und Miratoio und der Piera degli Arcani.

        4. Giangaleazzo II. Manfredi (* postum 1418 in Faenza, † 1465) 7. Herr und Vikar von Faenza, Graf von Brisighella und von Val Lemone (1417–1448) (verzichtet), ⚭ 1455/61 in Mirandola Parisina Pico (* um 1440, † nach 1482 in Faenza), eine Tochter des Niccolo Pico, Herr von Mirandola und der Beatrice Pallavicino.[2]

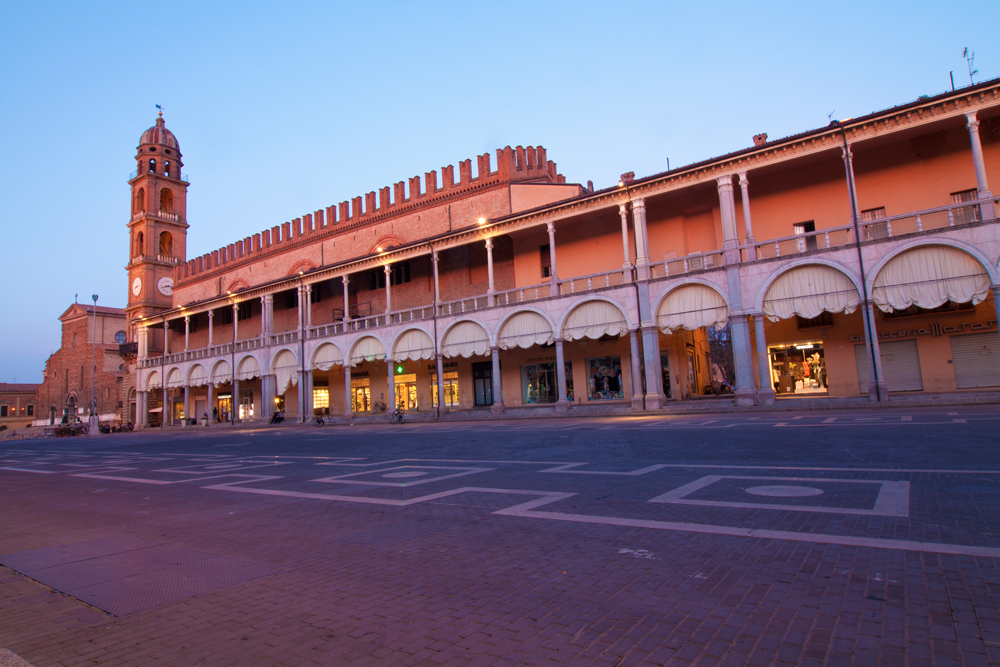
Palazzo del Podestà in Faenza
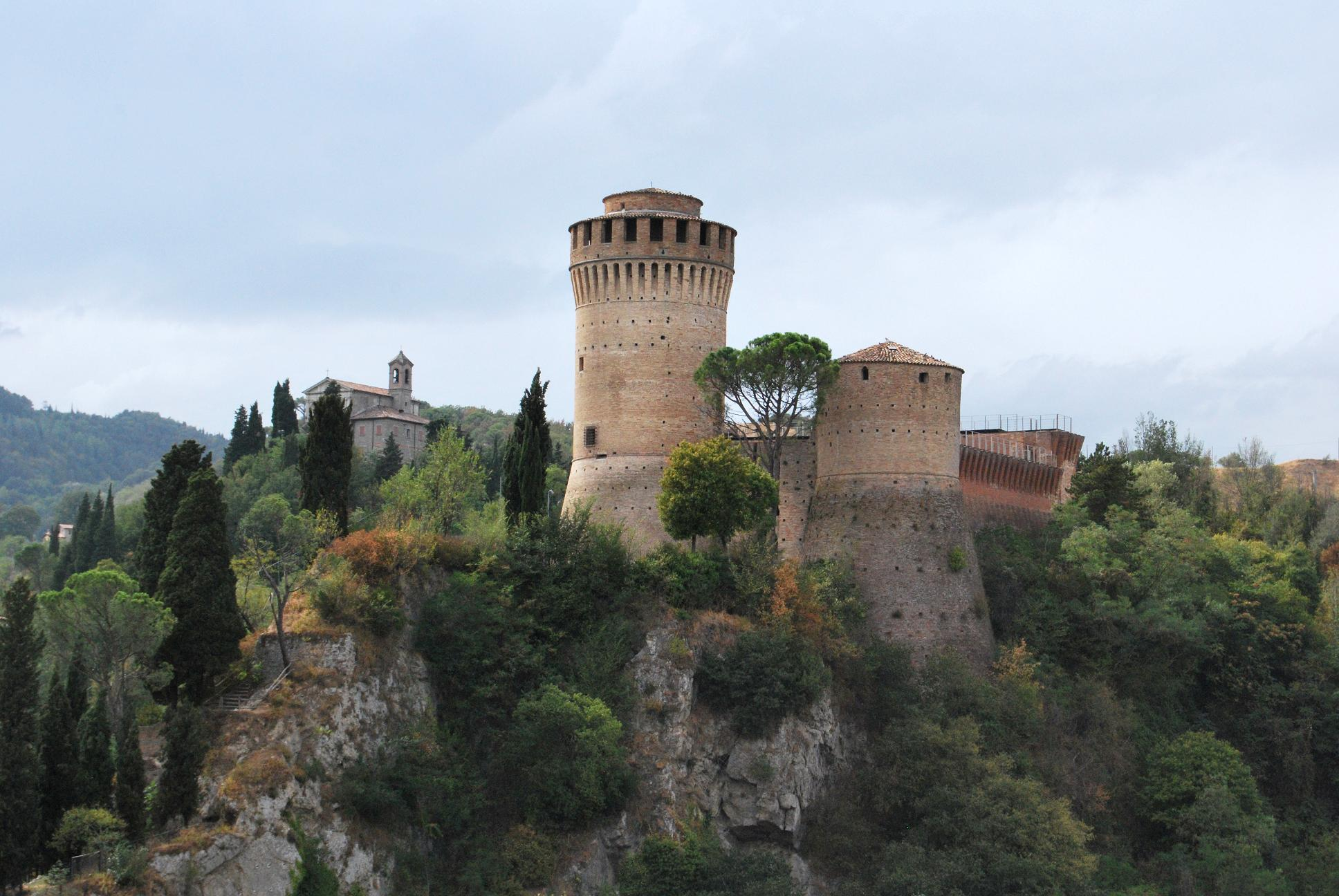
Rocca Manfrediana in Brisighella

## Einzelnachweise

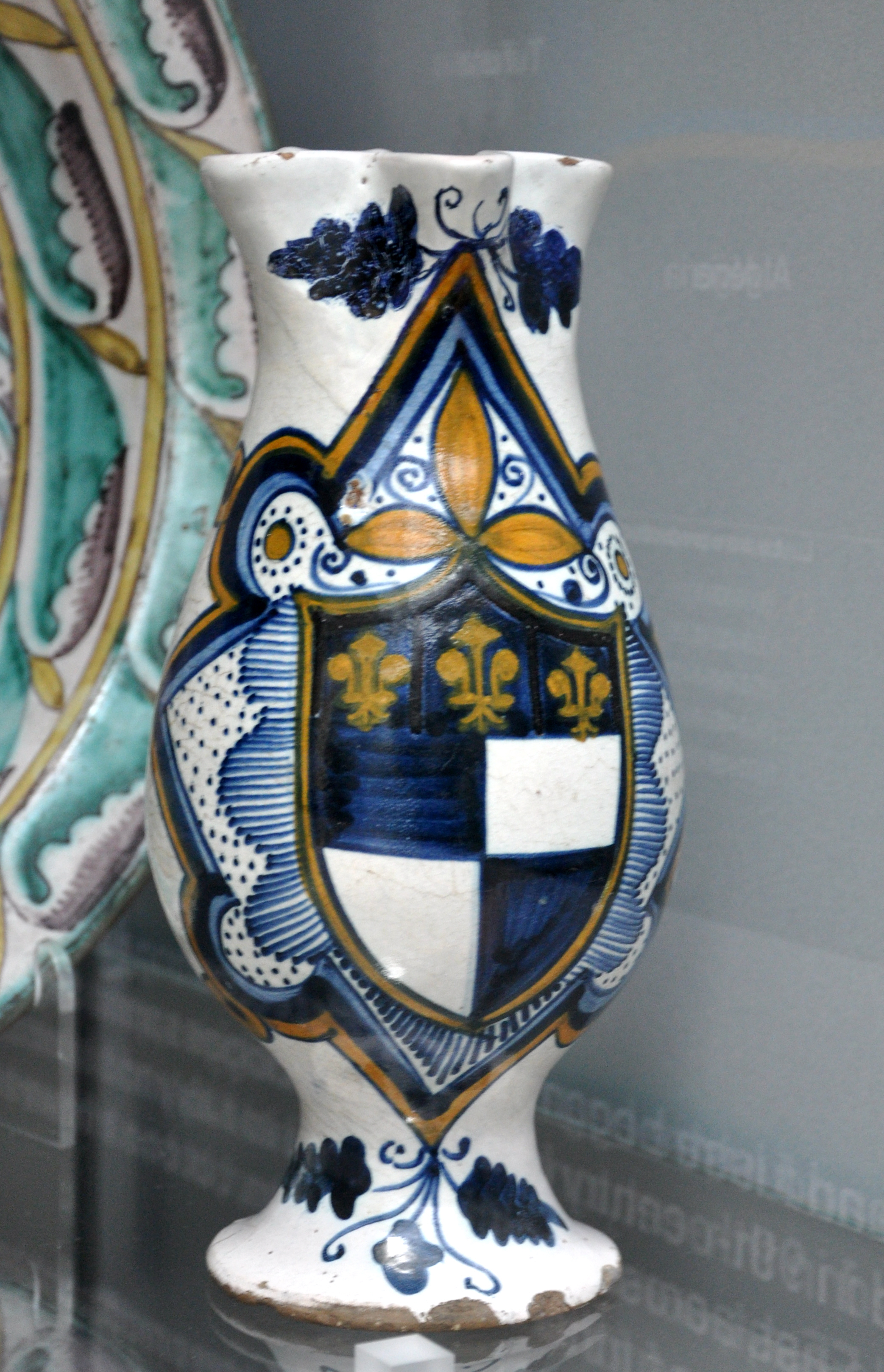
Fayence-Krug mit Manfredi-Wappen (um 1480)